# 10歲的保健體育
《10歲的保健體育》（10歳の保健体育）是竹井10日的日本輕小說作品，插畫由高見明男負責。一迅社旗下一迅社文庫出版發行，中文版則由東立出版社代理發行。書名的由來是一迅社出版的《30歲的保健體育》一書，此書的編輯剛好曾負責過去竹井所屬成人遊戲社團Marron的作品《在向日葵的禮拜堂里和你一起》的Virtual Fanbook，因為這層關係而找上竹井撰寫本書。本書的封面設計風格與小學的練習簿很類似。

## 故事簡介
“你好，從今天起我就是這個家的小孩了。我的名字叫做葉美琉。”
某天，單身獨居的姬武家遇上了一位意外的訪客：稚氣未脫的少女葉美琉。想不到她一開口就說要成為這個家的小孩！？飽受衝擊的姬武家獨生子靜姬萬萬料想不到，接下來還有更勁爆的等著他。
“這個家的爸爸才是我真正的爸爸，如果我不在了，你就去找爸爸吧，媽媽這樣告訴我……”
住在隔壁的兒時玩伴、同時也是千金小姐的翠蓮，和任性又愛撒嬌的表姊綾音等人，全都被牽扯進來。以10歲娃兒的健康教育課為主軸的脫線生活，就此揭開序幕！10歲不宜的高張力愛情喜劇，即將開始上課啦！

## 登場人物
※聲為廣播劇版本。
姬武 靜姬（聲：佐藤利奈）
本作主角。一坂學園的高中一年級學生。
雖是男兒身，但只要緘口不提就絕不會曝光。有著一頭烏黑亮麗的長髮，加上一張連美少女也自嘆弗如的清秀臉孔，但是個性卻是極端異常，是個前所未有的問題少年。
父親由於工作的緣故而經常不在家，使得整棟房子只有他一人獨居。此點惹來青梅竹馬的翠蓮毒舌批評：「跟十八禁遊戲主角的生活沒兩樣！」
母親和雙胞胎姊姊在他10歲時因車禍不幸喪生。
第2集最後父親提出再婚的想法，因為對象也想和靜姬一起生活而配合她搬到國外。
似鳥 葉美琉（聲：竹達彩奈）
翠蓮同父異母的妹妹，10歲的小學生。原本和母親兩個人生活，母親病逝後遵照遺言指示投靠父親，卻不小心跑錯到靜姬家並住了一晚，因此後來雖然和靜姬不是兄妹，卻還是叫他哥哥。
生母體弱多病，生孩子有很大的風險，卻還是不顧周遭反對將葉美琉生下來。因此父親并不知道葉美琉的存在；之後雖然領養了葉美琉，兩人關係也仍然很差。後來靠翠蓮居中協調而得以和解。
似鳥 翠蓮（聲：釘宮理惠）
住在姬武家隔壁的千金小姐，也是靜姬的青梅竹馬。吃咖哩時都會說低級的話讓人退避三舍，買的雜誌幾乎都是色情書刊，是個因為長年受到靜姬影響而缺乏格調的殘念千金大小姐。
知道靜姬要搬去英國時決定要去英國留學，第2集最後和靜姬一起前往英國。
姬武 綾音（聲：阿澄佳奈）
靜姬的堂姐，高中3年級學生。一坂女子學園學生會長，在學校的時候是個性凜然的才女，很受學生歡迎，不過私底下很溺愛靜姬。因為雙親赴海外工作而和靜姬住在一起。
雖是堂姐弟關係，她卻是靜姬的初戀，她也對靜姬抱有特別的感情。
莊川 乙海（聲：田村由香里）
翠蓮的少數女性朋友之一。雖然是童顏巨乳的美少女，動作也很可愛，並喜歡緞帶和蕾絲服裝，卻擁有全身肌肉發達的壯碩身材，因而完全不受異性歡迎。
體力超乎常人，達到怪談的境界，甚至能騎腳踏車和電車並駕齊驅。
勅使河原 朋萌（聲：小倉唯）
10歲就跳級到靜姬班級就讀的少女。可能因為父親是外交官，品學兼優、擁有超乎年齡的淑女氣質，是個集「端莊賢淑，聰明伶俐，溫柔婉約，家世顯赫的美麗外交官千金」之美譽於一身的傳說生物。
可是，愛上靜姬之後，做出了諸如非法侵入他的家、安裝偷拍攝像機及竊聽器、翻檢他家的垃圾等極其過分的跟蹤狂行為，在被發現后還說出「因為這一切都是基於愛情所產生的行為，所以也是無可奈何的。」这种令周围哑然的话来。
鮎川 宮澤（聲：大久保瑠美）
葉美琉的同學，胸部非常大，完全不像是小學生。出身當地名門醫生家系，和似鳥家關係惡劣。葉美琉剛轉學來時曾欺負她，後來她在車上遇到色狼時被葉美琉所救，從此兩人變成好朋友。
是靜姬的粉絲，借由葉美琉的關係被靜姬認識后，積極向他表達好感。
桃山 彩織
性格直率而乖巧安靜的少女。将静姬认定为自己的父親，管他叫做「爸爸」。
姬武 靜菜
已故人物。靜姬的雙胞胎姐姐，對靜姬過度保護，口頭禪是「姐姐會保護你」。
與母親、靜姬3人開車出門時被捲入車禍中，因為保護靜姬而傷重致死。
在出差版中以指導保健體育的愛之妖精身分登場。
巴 沙夜
靜姬的班導。留著黑髮長髮，隨身攜帶刀劍的教師，綽號「巴御前」。謠傳問她為什麼帶著刀劍的人會被砍死，所以沒有人敢問她原因。
大原 佐奈
靜姬等人國小時候的班導，也是葉美琉現在的班導。
熱愛小學4年級的靜姬，當時班上女生問靜姬班級中最喜歡的女生是誰，靜姬回答「第1名是翠蓮，第2名是佐奈」，佐奈聽了喜極而泣，隔天還把靜姬介紹給自己的父母。當靜姬和翠蓮得知佐奈是葉美琉的班導時，第一個反應是「她還沒被逮捕啊」。
長宗我部 和戀（聲：日笠陽子）
一坂女子學園來到一坂學園的交換學生，個性保守，厌恶男生，注重紀律，並擔任風紀委員長，但本質上是被虐狂。
某個事件之後被靜姬握有弱點，被他胡亂要求。但她卻顯露出了讓個性荒唐的靜姬都退避三舍的變態性。
長宗我部 美穗
和戀的妹妹，就讀小學六年級的美少女。
對中意的男生會請客，和姊姊不同，不怎麼在意男女之防。也有在兒童雜誌上擔任讀者模特兒。
茱麗葉·H·潔塔羅鳩（聲：東山奈央）
10歲。倫敦潔塔羅鳩公爵的孫女，從倫敦來到日本留學。對母親再婚後的新哥哥有嚴重的戀兄情結。

## 出版書籍

### 小說
一迅社文庫刊（一迅社發行） 既刊8卷。日文版部份卷數有附上廣播劇CD的特裝版和沒有CD的通常版。
| 集數 | 一迅社         | 一迅社                           | 東立出版社    | 東立出版社             |
| 集數 | 發售日期       | ISBN                             | 發售日期      | ISBN                   |
| ---- | -------------- | -------------------------------- | ------------- | ---------------------- |
| 1    | 2010年6月19日  | ISBN 978-4-7580-4157-7           | 2012年6月14日 | ISBN 978-986-317-117-1 |
| 2    | 2010年10月20日 | ISBN 978-4-7580-4184-3           | 2013年5月16日 | ISBN 978-986-332-534-5 |
| 3    | 2011年5月20日  | ISBN 978-4-7580-4227-7           | 2014年1月2日  | ISBN 978-986-348-104-1 |
| 4    | 2012年1月20日  | ISBN 978-4-7580-4290-1           | 2014年9月25日 | ISBN 978-986-365-915-0 |
| 5    | 2012年8月20日  | ISBN 978-4-7580-4359-5（特裝版） |               |                        |
| 5    | 2012年8月20日  | ISBN 978-4-7580-4358-8（通常版） |               |                        |
| 6    | 2012年3月19日  | ISBN 978-4-7580-4413-4（特裝版） |               |                        |
| 6    | 2012年3月19日  | ISBN 978-4-7580-4412-7（通常版） |               |                        |
| 7    | 2014年6月20日  | ISBN 978-4-7580-4551-3（特裝版） |               |                        |
| 7    | 2014年6月20日  | ISBN 978-4-7580-4550-6（通常版） |               |                        |
| 8    | 2015年4月18日  | ISBN 978-4-7580-4682-4（特裝版） |               |                        |
| 8    | 2015年4月18日  | ISBN 978-4-7580-4681-7（通常版） |               |                        |

### 短篇
《10歲的保健體育 出差版》（10歳の保健体育 出張版）刊載於2011年4月27日出版的《30歲的保健體育 小說版》

### 漫畫
《10歲的保健體育-補習篇-》（10歳の保健体育-補習編-）
渡真仁的漫畫化作品。自2013年6月10日起在《まんが4コマぱれっとOnline》網上發佈，2015年9月10完結。
某一天，一覺醒來的靜姬，發現自己的身體居然變小了——。
和葉美琉上起同一所學校的靜姬，和各種少女（主要是10歲少女）們，發生了各種各樣的事情♪。
單行本由一迅社發行，既刊两卷。
| 集數 | 一迅社         | 一迅社                 |
| 集數 | 發售日期       | ISBN                   |
| ---- | -------------- | ---------------------- |
| 1    | 2014年6月20日  | ISBN 978-4-7580-8213-6 |
| 2    | 2015年11月21日 | ISBN 978-4-7580-8249-5 |

## 廣播劇CD
「泳裝的保健體育」（小說5卷特裝版附贈）
很多人都以為靜姬會把暑假作業拖到最後一天再做，令人意外的是，實際上靜姬這個不按牌理出牌的男人，總是都在暑假一開始就全部做完了。靜姬建議葉美琉跟隨她的腳步，在結業式後就立刻動手寫作業，並在他的建議下，一行人為了充實圖畫日記的內容而前往游泳池。
「0歲的保健體育」（小說6卷特裝版附贈）
「10歲的身體測量」（小說7卷特裝版附贈）
- 腳本 - 竹井10日
- 音響監督 -
- 音響效果·選曲 -
- 錄音室 -
- 音響製作 - DAX International Inc.

## 參照
- 『10歳の保健体育』オリジナルモバイルケースが、K-BOOKS秋葉原新館で3月9日より毎週土曜日のみ4週連続で限定販売
- 竹井10日「10歳の保健体育」第5巻に豪華声優参加のドラマCD（页面存档备份，存于）

## 外部連結
- 官方網站（页面存档备份，存于）（日語）
- http://online.ichijinsha.co.jp/palette/comic/n10sai（页面存档备份，存于）（日語）